# My Little Pony: Equestria Girls: Rainbow Rocks
My Little Pony: Equestria Girls: Rainbow Rocks – amerykańsko-kanadyjski film animowany z 2014 roku oparty na scenariuszu Meghan McCarthy i reżyserii Jaysona Thiessena. Wyprodukowany przez Hasbro Studios i DHX Media/Vancouver. Film bazuje na serialu animowanym My Little Pony: Przyjaźń to magia. Sequel filmu My Little Pony: Equestria Girls z 2013 roku.
Premiera filmu miała miejsce 27 września 2014 roku w Stanach Zjednoczonych i w Kanadzie. W Polsce premiera filmu odbyła się 8 listopada 2014 roku na antenie Teletoon+.

## Fabuła
Liceum Canterlot staje się gospodarzem ważnego muzycznego wydarzenia, na którym ma zagrać zespół The Rainbooms, składających się z pięciu nastoletnich dziewczyn – Rainbow Dash, Applejack, Pinkie Pie, Rarity i Fluttershy. Do szkoły przyjeżdża również inny zespół – The Dazzlings, który składa się z trzech dziewczyn (Adagio Dazzle, Aria Blaze i Sonata Dusk), a także przekonują wszystkich, aby zamienić przyjazny koncert w pojedynek zespołów.
The Rainbooms z pomocą Sunset Shimmer postanawiają wysłać wiadomość do Twilight Sparkle z równoległego świata, aby pomogła im w rzuceniu muzycznego kontrzaklęcia i w wygraniu pojedynku oraz pokonać zespół Adagio Dazzle, które wykraczają poza zdobycie tytułu najlepszego zespołu w liceum Canterlot.

## Obsada
- Tara Strong – Twilight Sparkle
- Ashleigh Ball –
  - Rainbow Dash,
  - Applejack
- Andrea Libman –
  - Pinkie Pie,
  - Fluttershy
- Tabitha St. Germain –
  - Rarity.
  - Wicedyrektor Luna
- Cathy Weseluck – Spike
- Rebecca Shoichet – Sunset Shimmer
- Kazumi Evans – Adagio Dazzle
- Marÿke Hendrikse – Sonata Dusk
- Diana Kaarina – Aria Blaze
- Vincent Tong – Flash Sentry
- Kathleen Barr – Trixie Lulamoon
- Nicole Oliver – Dyrektor Celestia

## Wersja polska
Wersja polska: na zlecenie Hasbro – SDI Media Polska

Tekst polski: Ewa Mart

Reżyseria: Joanna Węgrzynowska-Cybińska

Realizacja dźwięku: Jakub Jęczmionka, Adam Łonicki, Szymon Orfin, Aleksandra Pająk, Elżbieta Pruśniewska, Rafał Wiszowaty, Renata Wojnarowska, Zbigniew Wróblewski

Koordynacja projektu: Ewa Krawczyk

W wersji polskiej udział wzięli:
- Magdalena Krylik – Twilight Sparkle
- Paulina Raczyło – Sunset Shimmer
- Agnieszka Mrozińska-Jaszczuk – Rainbow Dash
- Monika Pikuła – Applejack
- Magdalena Wasylik – Adagio Dazzle
- Monika Kwiatkowska – Rarity
- Julia Kołakowska-Bytner – Pinkie Pie
- Małgorzata Szymańska – 
  - Fluttershy,
  - Blueberry Cake
- Agnieszka Fajlhauer – Trixie
- Anna Sztejner – Trixie (jedna kwestia)
- Elżbieta Futera-Jędrzejewska – Dyrektor Celestia
- Zuzanna Galia – Aria Blaze
- Karol Jankiewicz – Flash Sentry
- Dominika Kluźniak – Spike
- Natalia Jankiewicz – Sonata Dusk
- Brygida Turowska – Wicedyrektor Luna
- Grzegorz Kwiecień – 
  - Snails,
  - Big McIntosh
- Łukasz Lewandowski – Snips
- Weronika Łukaszewska – Apple Bloom
- Krzysztof Bartłomiejczyk
- Kamil Dominiak
- Anna Wodzyńska – Octavia Melody
- Olga Omeljaniec
- Bożena Furczyk
- Bianka Rommel
- Łukasz Talik – „Captain Planet”

i inni
Kierownictwo muzyczne: Juliusz Kamil

Piosenki w tłumaczeniu:
- Marka Robaczewskiego,
- Zofii Jaworowskiej („Ogon w ruch”)

Wykonanie piosenek:
- „Rainbow Rocks”: Magdalena Krylik, Anna Sochacka, Małgorzata Szymańska, Beata Wyrąbkiewicz, Agnieszka Mrozińska oraz chór
- „Radość ogromną dziś mamy”: Agnieszka Mrozińska, Anna Sochacka, Beata Wyrąbkiewicz oraz chór
- „Niech będzie bitwa”: Magdalena Wasylik oraz chór
- „Kiepskie antyzaklęcie”: Magdalena Krylik
- „Ogon w ruch”: Magdalena Krylik, Monika Pikuła, Małgorzata Szymańska, Julia Kołakowska-Bytner, Monika Kwiatkowska, Agnieszka Mrozińska
- „Taktów sieć”: Katarzyna Owczarz oraz chór
- „Ja też sztuczki znam”: Agnieszka Fajlhauer oraz chór
- „Ja najlepsza jestem tu”: Agnieszka Mrozińska
- „Rap Snipsa i Snailsa”: Łukasz Lewandowski, Grzegorz Kwiecień
- „Finałowy show”: Magdalena Wasylik, Magdalena Krylik, Paulina Raczyło oraz chór
- „Jestem tęczą”: Anna Sochacka, Małgorzata Szymańska, Agnieszka Mrozińska oraz chór
- „Przyjaźni moc”: Magdalena Krylik oraz chór

Chór w składzie: Katarzyna Owczarz, Patrycja Kotlarska, Łukasz Talik, Juliusz Kamil, Małgorzata Kozłowska, Mateusz Grędziński
Lektor: Paweł Bukrewicz

## Klipy promocyjne

### Wersja polska
Wersja polska: na zlecenie Hasbro – SDI Media Polska

Reżyseria: Joanna Węgrzynowska-Cybińska

Dialogi: Zofia Jaworowska

Teksty piosenek:
- Zofia Jaworowska (klipy 7-8),
- Krzysztof Pieszak (klipy 9-11)

Kierownictwo muzyczne: Juliusz Kamil

Kierownictwo produkcji: Ewa Krawczyk

Wystąpili:
- Agnieszka Mrozińska –
  - Rainbow Dash,
  - Fluttershy (jedna z kwestii w klipie 5)
- Monika Pikuła – Applejack
- Julia Kołakowska-Bytner – Pinkie Pie
- Małgorzata Szymańska – Fluttershy
- Monika Kwiatkowska – Rarity
- Anna Sztejner – Pani Cake (klip 1)
- Agnieszka Fajlhauer – Trixie (klip 2)
- Elżbieta Gaertner – Babcia Smith (klipy 4, 6)
- Tomasz Steciuk – Flim (klip 6)
- Wojciech Paszkowski – Flam (klip 6)

Wykonanie piosenek: Justyna Bojczuk, Julia Kołakowska-Bytner, Paulina Korthals, Magdalena Krylik, Monika Kwiatkowska, Agnieszka Mrozińska-Jaszczuk, Katarzyna Owczarz, Monika Pikuła, Anna Sochacka, Małgorzata Szymańska, Aleksandra Tabiszewska, Magdalena Tul, Beata Wyrąbkiewicz
Lektor: Monika Pikuła (klipy 1-8)

### Spis klipów
| Światowa premiera | Polska premiera | N/o | Polski tytuł            | Angielski tytuł             |
| ----------------- | --------------- | --- | ----------------------- | --------------------------- |
|                   |                 |     |                         |                             |
| 27.03.2014        | brak danych     | 01  | Muzyka dla moich uszu   | Music to My Ears            |
|                   |                 |     |                         |                             |
| 04.04.2014        | brak danych     | 02  | Walka o gitarę          | Guitar Centered             |
|                   |                 |     |                         |                             |
| 11.04.2014        | brak danych     | 03  | Inwazja chomików        | Hamstocalypse Now           |
|                   |                 |     |                         |                             |
| 25.04.2014        | brak danych     | 04  | Szalona Pinkie          | Pinkie on the One           |
|                   |                 |     |                         |                             |
| 09.05.2014        | brak danych     | 05  | Pianistka               | Player Piano                |
|                   |                 |     |                         |                             |
| 23.05.2014        | brak danych     | 06  | Gdzie mój bas?          | A Case for the Bass         |
|                   |                 |     |                         |                             |
| 06.06.2014        | brak danych     | 07  | Ogon w ruch             | Shake Your Tail!            |
|                   |                 |     |                         |                             |
| 19.06.2014        | brak danych     | 08  | Idealny dzień na zabawę | Perfect Day for Fun         |
|                   |                 |     |                         |                             |
| 02.04.2015        | brak danych     | 09  | Wieczna przyjaźń        | Friendship Through the Ages |
|                   |                 |     |                         |                             |
| 02.04.2015        | brak danych     | 10  | Życie to wybieg         | Life is a Runway            |
|                   |                 |     |                         |                             |
| 02.04.2015        | brak danych     | 11  | Mogę zmienić się        | My Past is Not Today        |
|                   |                 |     |                         |                             |